# S-PLUS
S-PLUSは、Insightful社(日本国内ではNTTデータ数理システム社)から販売されている市販の先進的統計パッケージで、S言語の商用の実装である。オブジェクト指向プログラミング機能と先進的な解析アルゴリズムを特徴とする。

## 年表
1988年：S-PLUSが、新規企業 Statistical Sciences社（本社、シアトル市）により作成された。同社の創設者兼単独オーナーは、ワシントン大学（the University of Washington, Seattle）の統計学教授 R. Douglas Martin。
1993年：Statistical Sciences社 は、S言語の専用実施権を獲得、MathSoft社と合併し、同社の Data Analysis Products Division (DAPD) 部門となる。
1995年：S-PLUS 3.3 for Windows 95/NT。行列ライブラリ、コマンドヒストリ、Trellis Graphicsを実装。
1996年：S-PLUS 3.4 for UNIX。Trellis Graphics、nlme ライブラリ、hexagonal binning (Hexagonal ビンニング) 関数、クラスタ法を実装。
1997年: S-PLUS 4 for Windows。新規 GUI、Excel との総合、編集可能なグラフィクス。
1998年: S-PLUS 4.5 for Windows。Scatterplot brushing 機能、Excel と SPSS 中での S-PLUS のグラフの作成。
1998年：Linux 版 S-PLUS 登場。
1998年：S-PLUS 4.5 for UNIX 5。
1999年：S-PLUS 5 (Solaris、Linux、HP-UX、IBM AIX、SGI、Irix、DEC Alpha用)。Windows 用 S-PLUS 2000。nlme 3.3 登場、品質管理用チャート作成、データ操作用新規コマンド。
2000年：S-PLUS 6 for Linux/UNIX。Java による GUI、グラフレット、survival5ライブラリ、欠失データライブラリ、ロバストライブラリ。
2001年： MathSoft は、Cambridge-based Engineering と Education Products Division (EEPD) を売却し、名称を Insightful Corporation に変更、本社をシアトル市に移転。この移転は、基本的に、MathSoft と Statistical Sciences, Inc. の以前の合併の再構築である。
2001年：S-PLUS Analytic Server 2.0。
2001年：S-PLUS 6 for Windows。(Excel との総合、連結用 C++ クラス/ライブラリ、グラフレット、S version 4、欠失データライブラリ、ロバストライブラリ).
2002年：StatServer 6。Student edition of S-PLUS が無償提供されるようになる。
2003年：S-PLUS 6.2。新規レポート作成機能、データベースとの総合、グラフレットの改良、AIX への移植、相関データのライブラリ、ベイジアン法、多変量回帰。
2004年：Insightful社は、S言語を Lucent Technologies社 から2百万ドルで購入。
2004年：S+ArrayAnalyzer 2.0 リリース
2005年：S-PLUS 7.0 リリース。 メモリより大きなデータセットで作業するための BigData ライブラリ、S-PLUS Workbench (Eclipse 開発ツール)。Insightful Miner 7.0 リリース。
2007年：S-PLUS 8 リリース。新規パッケージシステム、Rパッケージ互換性のための言語拡張、Workbench デバッガ。
2008年：Insightful社は、ティブコ・ソフトウェア株式会社により買収。

## アドオン機能
S-PLUS のユーザーは、特定のアプリケーションについてS-PLUSの機能を拡張する追加モジュールをインストールすることもできる。これは、Insightful社においても開発され、直接実行可能なコードライブラリである。
- S+ArrayAnalyzer: マイクロアレイ解析
- S+FinMetrics: 金融計量経済学
- S+NuOPT: 大規模な集約的分析
- S+SeqTrial: 臨床試験の設計と解析
- S+SpatialStats: 空間データの解析
- S+Wavelets: ウェブレットとシグナルの連続分析
- FAME S+Connector: S-PLUS と FAME の総合化モジュール
- S+EnvironmentalStats: 環境統計学

## 参照
- R言語
- S言語
- 要介護認定 - 要介護認定等基準時間の推計方法にS-PLUSが用いられた